# Sääminki
Sääminki est une ancienne municipalité de Savonie du Sud en Finlande,.

## Histoire

Découpage de Sääminki en 1973. La partie absorbée par Savonlinna (en rouge) et la partie absorbée par Punkaharju (en vert).

En 1973, La majeure partie de Sääminki a été absorbée par Savonlinna et le reste par Punkaharju.
Au 1er janvier 1972, la superficie de Sääminki était de 1 052,9 km2 et au 31 janvier 1972 elle comptait 11 231 habitants.
Les communes voisines de Sääminki étaient Enonkoski, Kangaslampi, Kerimäki, Parikkala, Punkaharju, Rantasalmi, Ruokolahti, Savonlinna et Sulkava.

## Galerie

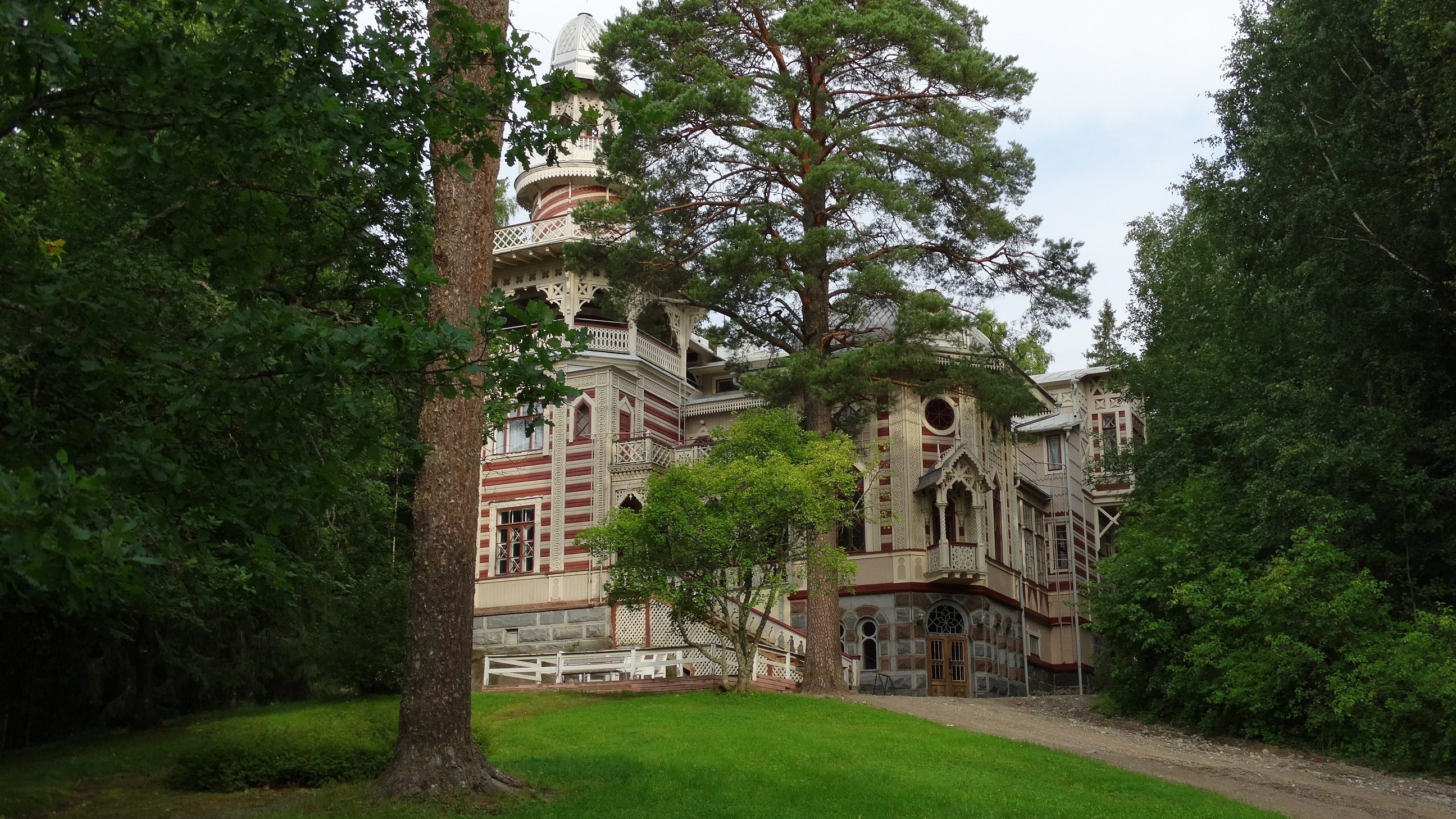
Rauhalinna.

.